# Beryl Burton
Beryl Burton (Halton, 12 de mayo de 1937–Yorkshire, 5 de mayo de 1996) fue una deportista británica que compitió en ciclismo en las modalidades de pista y ruta, especialista en la prueba de persecución.
Ganó 11 medallas en el Campeonato Mundial de Ciclismo en Pista entre los años 1959 y 1973.
En carretera obtuvo tres medallas en el Campeonato Mundial de Ciclismo en Ruta entre los años 1960 y 1967.

## Medallero internacional

### Ciclismo en pista
| Campeonato Mundial | Campeonato Mundial        | Campeonato Mundial | Campeonato Mundial     |
| Año                | Lugar                     | Medalla            | Competición            |
| ------------------ | ------------------------- | ------------------ | ---------------------- |
| 1959               | Ámsterdam ( Países Bajos) | Medalla de oro     | Persecución individual |
| 1960               | Leipzig ( RDA)            | Medalla de oro     | Persecución individual |
| 1961               | Zúrich ( Suiza)           | Medalla de plata   | Persecución individual |
| 1962               | Milán ( Italia)           | Medalla de oro     | Persecución individual |
| 1963               | Rocourt ( Bélgica)        | Medalla de oro     | Persecución individual |
| 1964               | París ( Francia)          | Medalla de plata   | Persecución individual |
| 1966               | Fráncfort ( RFA)          | Medalla de oro     | Persecución individual |
| 1967               | Ámsterdam ( Países Bajos) | Medalla de bronce  | Persecución individual |
| 1968               | Montevideo ( Uruguay)     | Medalla de plata   | Persecución individual |
| 1970               | Leicester ( Reino Unido)  | Medalla de bronce  | Persecución individual |
| 1973               | San Sebastián ( España)   | Medalla de bronce  | Persecución individual |

### Ciclismo en ruta
| Campeonato Mundial | Campeonato Mundial      | Campeonato Mundial | Campeonato Mundial |
| Año                | Lugar                   | Medalla            | Competición        |
| ------------------ | ----------------------- | ------------------ | ------------------ |
| 1960               | Leipzig ( RDA)          | Medalla de oro     | Ruta               |
| 1961               | Berna ( Suiza)          | Medalla de plata   | Ruta               |
| 1967               | Heerlen ( Países Bajos) | Medalla de oro     | Ruta               |

## Palmarés en pista
- 1959
  - Campeona del mundo en Persecución
- 1960
  - Campeona del mundo en Persecución 
  - Campeona británica en Persecución
- 1961
  - Campeona británica en Persecución
- 1962
  - Campeona del mundo en Persecución
- 1963
  - Campeona del mundo en Persecución 
  - Campeona británica en Persecución
- 1965
  - Campeona británica en Persecución
- 1966
  - Campeona del mundo en Persecución 
  - Campeona británica en Persecución
- 1967
  - Campeona británica en Persecución
- 1968
  - Campeona británica en Persecución
- 1970
  - Campeona británica en Persecución
- 1971
  - Campeona británica en Persecución
- 1972
  - Campeona británica en Persecución
- 1973
  - Campeona británica en Persecución
- 1974
  - Campeona británica en Persecución

## Palmarés en ruta
- 1959
  - Campeona del Reino Unido en ruta
- 1960
  - Campeona del mundo en ruta
  - Campeona del Reino Unido en ruta
- 1963
  - Campeona del Reino Unido en ruta
- 1967
  - Campeona del mundo en ruta
- 1968
  - Campeona del Reino Unido en ruta
- 1970
  - Campeona del Reino Unido en ruta
- 1971
  - Campeona del Reino Unido en ruta
- 1972
  - Campeona del Reino Unido en ruta
- 1973
  - Campeona del Reino Unido en ruta
- 1974
  - Campeona del Reino Unido en ruta